# Рубенс Барикело
Рубенс Гонсалвеш Барикело (на португалски: Rubens Gonçalves Barrichello) е пилот от Формула 1.
Роден е на 23 май 1972 г. в Сао Паоло, Бразилия и поради това често е сравняван с именития си сънародник Айртон Сена.
Състезателната си дейност Барикело започва през 1981 г., вземайки участие в шампионати по картинг. През 1989 става 4-ти в бразилската Формула Форд 1600, а през 1990 г. печели титлата в евросериите Лотус с 6 победи. 1991 г. отново е шампион, но този път на Британия Ф3, където взема 4 победи. През 1992 остава трети във Формула 3000.

## Формула 1

### Джордан
Дебюта си във Формула 1 прави в състезанието за Голямата награда на ЮАР през 1993 г., с отбора на Джордан. От 1993 до 1996 е пилот на този тим.

### Стюарт
През 1997 напуска отбора на Джордан и подписва договор със Стюарт. Следващия сезон завършва на седмо място в генералното класиране при пилотите и това се оказва достатъчно на Ферари, за да го вземат при себе си като съотборник на Михаел Шумахер от 2000 г.

### Ферари
2000 – 2005
През 2005 година е освободен от италианския тим и подписва договор за две години с Хонда.

### Хонда
През 2008 г. Барикело става пилотът с най-много стартове във Формула 1 изпреварвайки предишния рекордьор Рикардо Патрезе.

### Браун
През сезон 2009 кара за отбора на Браун заедно с Дженсън Бътън, като и двамата се борят за титлата заедно с Марк Уебър и Себастиян Фетел от отбора на Ред Бул.

### Уилямс
от 2010 година е пилот на Уилямс